# Henschel Hs 293
L'Henschel Hs 293 era un missile aria-superficie prodotto dall'azienda tedesca Henschel Flugzeugwerke AG ed utilizzato dalla Luftwaffe durante le fasi finali della seconda guerra mondiale. Era una bomba da 500 kg con un motore a razzo e superfici di volo e di controllo. Venne usata con discreto successo a partire dal 1943, ma la vulnerabilità dei bombardieri che la usavano portò al successivo Hs 294.

## Storia del progetto

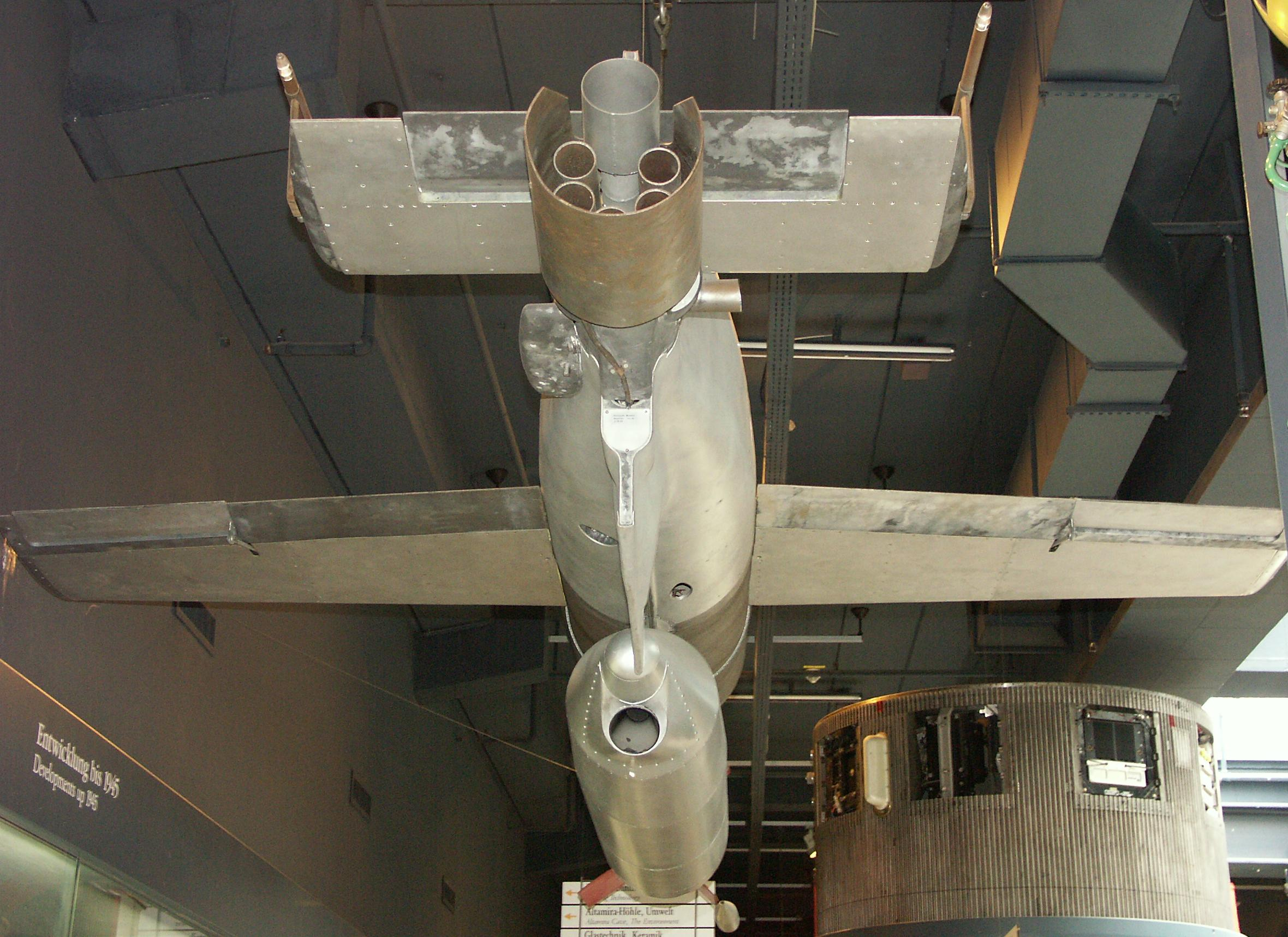
Visione posteriore dell'Hs-293. Il "contenitore" attaccato sotto al missile è il motore a razzo

La necessità della Luftwaffe di disporre di missili radiocomandati nasceva dalla difficoltà di colpire efficacemente le corazzate nemiche in navigazione. La tecnica standard prevedeva infatti lo sgancio di bombe convenzionali ad alte quote per permettere all'ordigno di avere sufficiente energia cinetica in modo da trapassare la corazza dell'imbarcazione, ma essere precisi era molto difficile e per di più il fuoco dei cannoni contraerei non semplificava la vita dei piloti.

Un'alternativa era usare degli aerosiluranti capaci di sganciare un siluro a bassa quota puntando direttamente contro la nave avversaria, ma anche qui l'aereo si sarebbe esposto ad un fuoco antiaereo pesante e inoltre, data la maggiorazione del peso dell'aereo, questo aveva un'autonomia ridotta che, data la totale mancanza della Germania di portaerei, non permetteva di colpire bersagli troppo lontani.
Gli studi dell'aviazione militare tedesca si concentrarono dunque su un nuovo tipo di bomba, che avrebbe dovuto essere radiocomandata a distanza da un operatore a bordo di un bombardiere, il quale avrebbe trasportato e sganciato il "missile" ad una distanza tale da non esporre l'equipaggio al fuoco antiaereo nemico. Fu così che nel luglio 1940 la Henschel Flugzeugwerke AG ordinò ad un suo gruppo di tecnici, guidati da Herbert Wagner, di iniziare a progettare una bomba con queste caratteristiche il cui primo prototipo venne chiamato Hs-293V-1. Si trattava sostanzialmente di un ordigno planante senza testata esplosiva che condusse ad una serie di test positivi sfociati nei successivi e perfezionati modelli Hs-293V-2 e Hs-293V-3.

Successivi test evidenziarono comunque la tendenza dei prototipi, una volta staccatisi dall'aereo madre, a planare dietro quest'ultimo rendendo così difficile il pilotaggio a distanza. Per ovviare a questo problema si mise a punto una versione denominata Hs-293A-0 con un contenitore legato alla bomba in cui era montato un motore a razzo Walter 109-507B, con risultati subito soddisfacenti confluiti nella versione Hs-239A-1, da cui si sviluppò l'Hs-293A-2, la prima variante ad entrare in servizio attivo.

## Tecnica

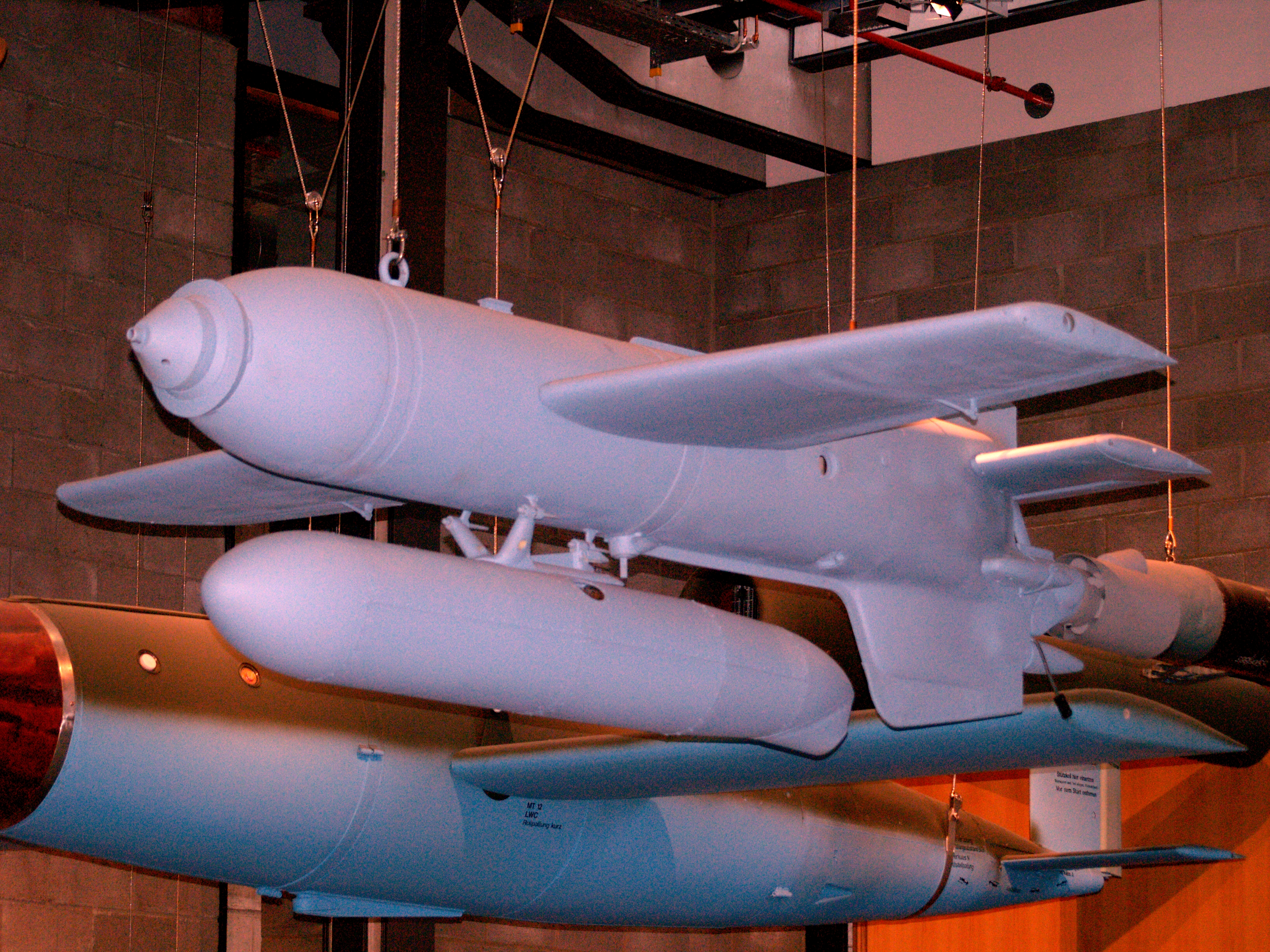
Foto di un Hs-293 (in primo piano)

Il modello Hs-293A-1 era una bomba planante con un'apertura alare di 3 m dotata nei primi modelli del tradizionale piano orizzontale sostituito in seguito dai deflettori; era anche priva del timone. Per permettere al pilota di dirigere questo primitivo missile, sganciato solitamente all'altezza di 1 km da terra, anche in condizioni di scarsa visibilità era stata montata una luce di posizione sulla coda. La fusoliera era lunga 3,82 m e il peso complessivo era di 1.045 kg. La velocità variava in base all'angolo di planata e arrivava ad un massimo di 900 km/h.
Il propellente del motore a razzo era costituito da una soluzione concentrata di perossido di idrogeno (T-Stoff) la cui dissociazione era promossa da un catalizzatore liquido (Z-Stoff, soluzione acquosa di permanganato di sodio o di calcio a seconda delle condizioni climatiche). Questa miscela dava la possibilità al motore di erogare una spinta pari a 600 kg per dieci secondi.

La testata SC 500 era riempita, appunto, con 500 kg di esplosivo ad alto potenziale ma la sua configurazione standard, anziché penetrante, ne esaltava le prestazioni contro il naviglio mercantile non corazzato.
Il sistema di guida era il Kehl-Strassburg e consisteva in una trasmittente installata nell'aereo madre e in un sistema ricevente montato nel missile, funzionante nella frequenza di 48,5 MHz e controllabile simultaneamente da 18 bombardieri, all'interno dei quali un pilota guidava la bomba tramite un joystick collegato alla trasmittente. Il sistema di guida era efficace fino a 11 km di distanza. Durante le operazioni militari solitamente un bombardiere trasportava due Hs-293, uno per ala, e i gas di scarico dei motori erano fatti passare vicino alle bombe per mantenere caldo il propellente.

## Impiego operativo
Il primo aereo a trasportare l'Hs-293 fu il Dornier Do 217, affiancato in seguito dagli Heinkel He 111, Focke-Wulf Fw 200 ed Heinkel He 177. Il battesimo del fuoco avvenne il 25 agosto 1943 quando un gruppo di aerei attaccò un convoglio alleato nel Golfo di Biscaglia affondando lo sloop HMS Egret e danneggiando gravemente il cacciatorpediniere canadese HMCS Athabaskan. L'ammiragliato britannico, colto di sorpresa, ordinò a tutte le sue navi di non avvicinarsi a più di 320 km dalle coste francesi.
Adolf Hitler ordinò inizialmente di non usare questa nuova arma (e tutte le bombe plananti in generale) contro obiettivi terrestri in modo da non svelare il loro segreto nel caso una di queste non fosse esplosa, ma il precipitare degli eventi per la Germania impose, nell'aprile 1945, il loro utilizzo contro alcuni ponti sull'Oder per rallentare l'avanzata sovietica diretta a Berlino.
La sorpresa a danno degli Alleati comunque ebbe un'effimera durata: la loro superiorità aerea in termini di numeri rese sempre più difficile l'alzarsi in volo dei bombardieri germanici e già nello sbarco di Anzio, compiuta nel gennaio 1944, la Luftwaffe venne duramente contrastata, anche se riuscì ad affondare, con una bomba planante, lo Spartan: il 29 gennaio 1944 l'incrociatore fu colpito da un HS 293 al largo di Anzio; l'esplosione causò un incendio che presto sfuggì al controllo dell'equipaggio e la nave, abbandonata, affondò dopo circa un'ora. Quarantasei tra ufficiali e marinai perirono, i 523 superstiti furono salvati dai cacciatorpediniere Laforey e Loyal.
Gli anglo-americani introdussero anche contromisure elettroniche per disturbare il sistema di guida Kehl-Strassburg e per inviare falsi dati alla ricevente del missile facendolo così deviare dalla traiettoria impostata dal pilota tedesco, come avvenne durante lo sbarco in Normandia del 6 giugno 1944, quando tutti gli Hs 293 esplosero ben lontano dai loro obiettivi navali.

### Velivoli in grado di trasportare l'ordigno
- Dornier Do 217 K-2 e K-3
- Heinkel He 111
- Heinkel He 177 A-5
- Focke-Wulf Fw 200

## Versioni
Hs 293A-1
la versione base
Hs 293A-2
sviluppo della precedente versione dotata di deflettori e utilizzata in guerra
Hs 293B
versione sviluppata per attenuare l'effetto delle contromisure elettroniche alleate. Al posto del sistema di guida Kehl-Strassburg venne adottato il Dortmund-Duisburg che ampliava la ricezione a 30 km. 30 Hs 293A vennero convertite in questa variante e usate in numero limitato nel Mediterraneo
Hs 293C
il disegno di questa variante era studiato sia per il volo che per la "navigazione" subacquea: le ali infatti a contatto con l'acqua si sarebbero staccate e l'Hs 293C avrebbe continuato verso l'obiettivo come se fosse stato un siluro
Hs 293D
ordigno teleguidato testato nel 1942 ma che non riscosse successo a causa del nuovo sistema di guida
Hs 293HV/Hs 293V
modelli volti alla sperimentazione di nuove testate esplosive e spolette mai usati in azione
Hs 294
altra versione simile alla Hs 293C potenziata con due motori a razzo e una nuova testata esplosiva. Il progetto di questa versione proseguì in parallelo con la serie Hs 293 ma la Luftwaffe la mise presto in secondo piano
Hs 295/Hs 296
le testate esplosive di queste due versioni erano studiate per penetrare spesse corazze (la prima pesava 1.000 kg e la seconda 1.400) ed entrambe erano propulse da due motori a razzo. Vennero prodotte in piccole quantità così come i test eseguiti furono ridotti, e non se ne usò nessuna in voli di guerra
Si studiarono anche altre versioni con ala a delta, per colpire bombardieri nemici e per procedere a regime supersonico, ma queste idee rimasero solo sulla carta.

## Utilizzatori
- Luftwaffe